# エリザベス・フィッツクラレンス
エリザベス・フィッツクラレンス（Elizabeth FitzClarence, 1801年1月17日 - 1856年1月16日）はイギリス王ウィリアム4世の庶子で、アイルランド系スコットランド貴族の第18代エロル伯爵ウィリアム・ヘイの妻。

## 生涯
グレートブリテン及びアイルランド連合王国国王ウィリアム4世と愛妾ドロシー・ジョーダンの間に庶子として生まれた。アンガスのダンの家にあるフィッツクラレンス家の肖像画にエリザベスが描かれている。
1820年12月4日、19歳の時にロンドン中心部メイフェアのハノーヴァー・スクエアにある聖ジョージ教会で第18代エロル伯爵ウィリアム・ヘイと結婚する。結婚後はエロル伯爵夫人エリザベス・ヘイ（Elizabeth Hay, Countess of Erroll）となった。エリザベスが国王と親子関係であることで、夫は1839年に王室家政長官に任命された。
エリザベスはウィリアム4世が投げた石と彼が初めて議会を開会した時に着用した手袋を形見として所有していた。
1856年、病身にもかかわらず呼び出され、瀕死の弟アドルファスを見舞った。その後病気は悪化しエディンバラで亡くなった。

## 子女
エリザベスとウィリアム・ヘイは1男3女を儲けた。
- アイダ・ハリエット・オーガスタ・ヘイ（1821年 - 1867年） - ヴィクトリア女王とアルバート公の結婚式で、女王のブライズメイドを務めた。第2代ゲインズバラ伯爵チャールズ・ノエル（英語版）と結婚。
- ウィリアム・ハリー・ヘイ（英語版）（1823年 - 1891年） - 第19代エロル伯爵。イライザ・アメリア・ゴアと結婚。
- アグネス・ジョージアナ・エリザベス・ヘイ（1829年 - 1869年） - 第5代ファイフ伯爵ジェイムズ・ダフと結婚。
- アリス・メアリー・エミリー・ヘイ（1835年 - 1881年） - チャールズ・エドワード・カシミール・ステュアートと結婚。

アグネスの息子であるアレグザンダーは、父ウィリアム4世の弟であるケント公爵エドワード王子の孫である連合王国国王エドワード7世と、その王妃であるアレクサンドラの第1王女（プリンセス・ロイヤル）ルイーズと結婚している。
また、元イギリス首相のデーヴィッド・キャメロンは子孫の一人である。